# Start Cheering
Pour plus de détails, voir Fiche technique et Distribution.
Start Cheering est un film américain en noir et blanc réalisé par Albert S. Rogell, sorti en 1938.
Le film est resté dans les mémoires en raison des nombreuses apparitions du trio comique Les Trois Stooges.

## Synopsis
Ted Crosley, une star de cinéma, quitte Hollywood pour s'inscrire à l'université sous un nom d'emprunt. Alors que Ted a du mal à s'intégrer sur le campus et essaie de faire partie de l'équipe de football, son ancien manager et son ancien acolyte tentent de le faire expulser de l'université afin qu'il puisse reprendre sa carrière d'acteur.

## Fiche technique
- Titre : Start Cheering
- Réalisation : Albert S. Rogell
- Scénario : Corey Ford, Eugene Solow, Richard Wormser et Philip Rapp
- Musique : George Parrish
- Photographie : Joseph Walker
- Montage : Gene Havlick
- Producteurs : Nat Perrin et William Perlberg
- Société de production et de distribution : Columbia Pictures
- Pays de production :  États-Unis
- Langue d'origine : anglais américain
- Format : noir et blanc — pellicule : 35 mm — image : 1,37:1 — son : mono
- Genre : comédie romantique, film musical
- Durée : 78 minutes
- Dates de sortie : 
  - États-Unis : 3 mars 1938
  - France : 4 mars 1938

## Distribution
- Jimmy Durante : Willie Gumbatz
- Walter Connolly : Sam Lewis
- Joan Perry : Jean Worthington
- Charles Starrett : Ted Crosley
- Craig E. Earle : Professeur Quiz
- Gertrude Niesen : Sarah
- Raymond Walburn : Dean Worthington
- Les Trois Stooges : eux-mêmes
- Broderick Crawford : Biff Gordon
- Ernest Truex : Blodgett
- Romo Vincent : Fatso
- Gene Morgan : l'entraîneur Burns
- Arthur Hoyt : le bibliothécaire
- Louis Prima : lui-même
- Johnny Green : chef d'orchestre
- Howard C. Hickman : Dr Fosdick

Acteurs non crédités
- Don Brodie : le secrétaire de Dean
- Ann Doran : la secrétaire de Green
- Eddie Fetherston : homme à la fontaine
- James Flavin : l'employé de la station-service
- Harold Goodwin : l'assistant du directeur
- Edward LeSaint : le premier surveillant
- Phillips Smalley : Professeur
- Al St. John : le directeur de la station-service
- Jim Thorpe : le juge de lignes